# Тласолтеотль
Тласолтеотль (Tlazōlteōtl) — в мифологии ацтеков богиня порока, похоти, грязи, очищения, паровых бань и покровительница прелюбодеев.
Одна из важнейших мезоамериканских богинь-матерей, связанных с землёй, плодородием, сексуальными наслаждениями, плодовитостью и родами, Тласолтеотль персонифицировала для ацтеков идею грехов, особенно супружеской измены, и покаяния. «Женщинами Тласольтеотль» называли проституток; она считалась покровительницей грешников. Тласолтеотль могла как возбудить страсть, так и освободить от неё, а также наслать безумие и венерические болезни. Люди «жертвовали» ей свои грехи во время особой исповеди перед жрецом (исповедь совершалась один раз в жизни). Согласно верования ацтеков, Тласолтеотль приходила к умирающему и очищала его душу, поедая всю «грязь». Отсюда её имя — пожирая нечистоты (грехи), Тласолтеотль очищала людей от прегрешений.
Ацтеки, вероятно, заимствовали её культ у племени хуастеков. На побережье Мексиканского залива она была известна как Цинтеотль («богиня крестца»), что явно указывает на её сексуальный характер; «цинтль» значило не только «крестец» или «задний проход», но и «основа начал». Её ипостасями считались богини Тоси («наша бабушка»), Тлалли-ипало («сердце земли»), Тлаелькуани («пожирательница грязи»), Ишкуина, Тетеоиннан («мать богов»), Чикунави-акатль («девять тростник»). Четыре её аспекта признавались отдельными богинями: Тиакапан, Теику, Тлако и Шокутшин. Сама Тласольтеотль иногда считалась одной из ипостасей богини любви Шочикецаль. Её сыном от бога Уицилопочтли называли бога молодого маиса Центеотль.
Изображалась Тласольтеотль в одежде из хлопка, с обнажённой грудью. Её отличительные признаки — носовая вставка в виде полумесяца, головной убор из перьев перепёлки с двумя торчащими веретенами, жёлтая окраска лица; коралловая змея или окровавленная верёвка на её шее, очевидно, символизировала похоть. Её символ — метла из камыша, которой символически выметались грехи. Иногда её (как Шипе-Тотека) изображали в содранной человеческой коже, либо в виде обнажённой женщины, рожающей, сидя на корточках.
На осеннем празднике в её честь приносили в жертву девушку; жрец, олицетворявший богиню, надевал её кожу как куртку. В годы засухи Тласольтеотль (в ипостаси Ишкуины) приносили в жертву мужчину. Привязав его к столбу, в него метали дротики; капающая кровь символизировала дождь.

## Первоисточники
- Пресвитер Хуан; Антонио Перес; фрай Педро де лос Риос (глоссы). [in Мексиканская рукопись 385 «Кодекс Теллериано-Ременсис» (с дополнениями из Кодекса Риос)] / Ред. и пер. С. А. Куприенко, В. Н. Талах. — Киев: Видавець Купрієнко С.А., 2013. — 317 с. — ISBN 978-617-7085-06-4.